# Морская библиотека имени М. П. Лазарева
Морская библиотека имени адмирала М. П. Лазарева — крупнейшая публичная библиотека Севастополя, одна из старейших библиотек юга России, первая морская библиотека России. Основана в 1822 году для офицеров Черноморского флота. Неоднократно горела. В 1855—1890 годах находилась в Николаеве. В 1941—1945 годах в эвакуации на Кавказе. В её фондах находится более 300 000 изданий, в том числе редкие издания XVII—XIX веков.
Прежние названия: Морская библиотека, Морская офицерская библиотека, Севастопольская морская офицерская библиотека, Морская библиотека Дома офицеров флота.

## История

### Основание, устав библиотеки, попечители
Морская библиотека была основана 21 июня 1822 года в Севастополе на средства офицеров Черноморского флота и по их инициативе, в частности, лейтенанта В. И. Мелихова, позднее адмирала, член Государственного совета. В 1817 году он был назначен флаг-офицером к вице-адмиралу А. С. Грейгу, который оценил его административные способности. Мелихов составил проект Морской офицерской библиотеки в проведённый в жизнь в 1822 году, он является создателем этой первой в России морской библиотеки (Морская библиотека в Кронштадте создана 10 лет спустя, в 1832 году). Уже при адмиральских знаках отличия В. И. Мелихов был удостоен звания первого почетного члена библиотеки.
В её организации активное участие принимали М. П. Лазарев, В. А. Корнилов, П. С. Нахимов — будущие адмиралы Черноморского флота. Мелиховский устав действовал в течение первых двух десятилетий. «Заведение сие…обогащено лучшими переводами и сочинениями отечественной и даже частью иностранной словесности…и служит источником приятных и полезных для молодых людей занятий, отвлекающих их от порочной праздности» — писал в рапорте от 25 июня 1834 года М. П. Лазарев. Сначала здание под библиотеку арендовали. В 1837 году начинается строительство собственного здания Морской библиотеки на Центральном городском холме. Строил его архитектор Джон Уптон. Подряд на строительство взял керченский купец Томазини.
В декабре 1842 года капитан 1-го ранга В. А. Корнилов представил адмиралу М. П. Лазареву свой вариант устава Морской библиотеки. Его обсуждение в среде офицеров вызвало острые споры. «Адмиралы недовольны статьей устава, требующей личного присутствия для получения книги, — информировал В. А. Корнилов М. П. Лазарева. — Зная, как это равенство дорого для молодого поколения, и желая всеми средствами приохотить его к чтению, я стоял за равенство». Мелиховский устав освобождал высшие чины от внесения платы на нужды библиотеки, хотя адмиралы и генералы могли привлекаться в качестве её попечителей. В третьей редакции устава, принятой в 1863 году, это послабление в отношении высшего офицерства было отменено. В читальный зал также получили доступ женщины.

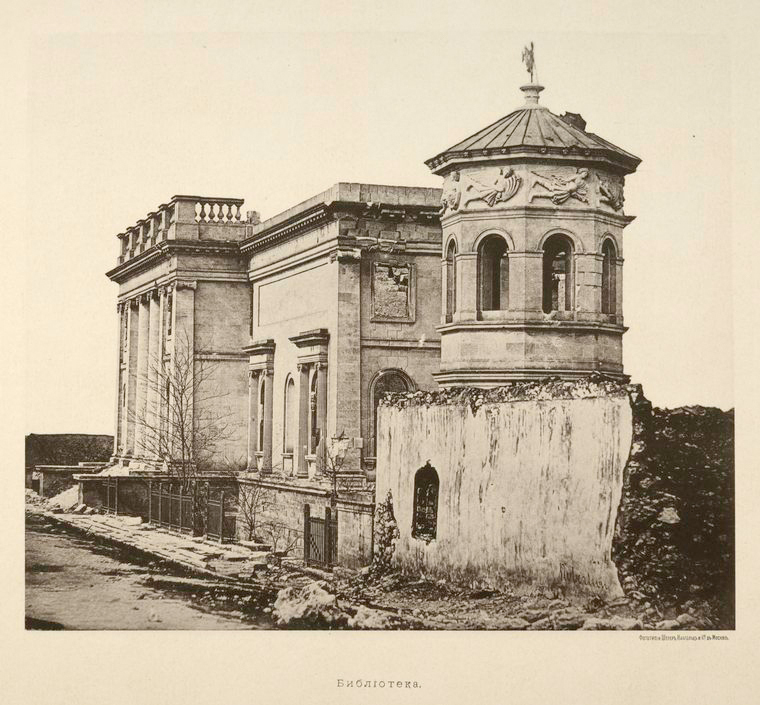
Второе здание библиотеки, 1849 года постройки, после пожара 1855 года, спереди Башня ветров. Фото Джеймса Робертсона

В 1844 году строительство здания было завершено. Всего спустя 8 месяцев, в декабре 1844 года, оно сильно пострадало при пожаре. Сгорело 400 томов книг и часть мебели. В 1846—1849 годах по проекту А. П. Брюллова на прежнем месте было построено новое здание. План здания был немного изменён. Оно было выдержано в строгом классическом стиле, украшено множеством мраморных деталей: лестницей со сфинксами по сторонам, дорическими колоннами, портиком с шестью статуями, барельефами с сюжетами из истории мореплавания и русского флота. Внутреннее убранство включало: паркетные полы, мраморные лестницы с бронзовыми поручнями, камин, мебель красного дерева с зеркальными стеклами. Залы украшались моделями судов, редкими английскими гравюрами, картами на стенах, шкафами с коллекциями минералов и окаменелостей, древних монет, камней, сосудов, чучел морских животных, херсонесскими мозаиками.
Справа от здания библиотеки располагалась восьмигранная башня, под карнизом которой находился фриз с барельефами. На них фигуры — символы ветров разных частей света, заимствованные из древнегреческой мифологии. На каждой грани имелся изящный оконный проем. Это Башня ветров являлась вытяжной шахтой для вентиляции книгохранилищ.

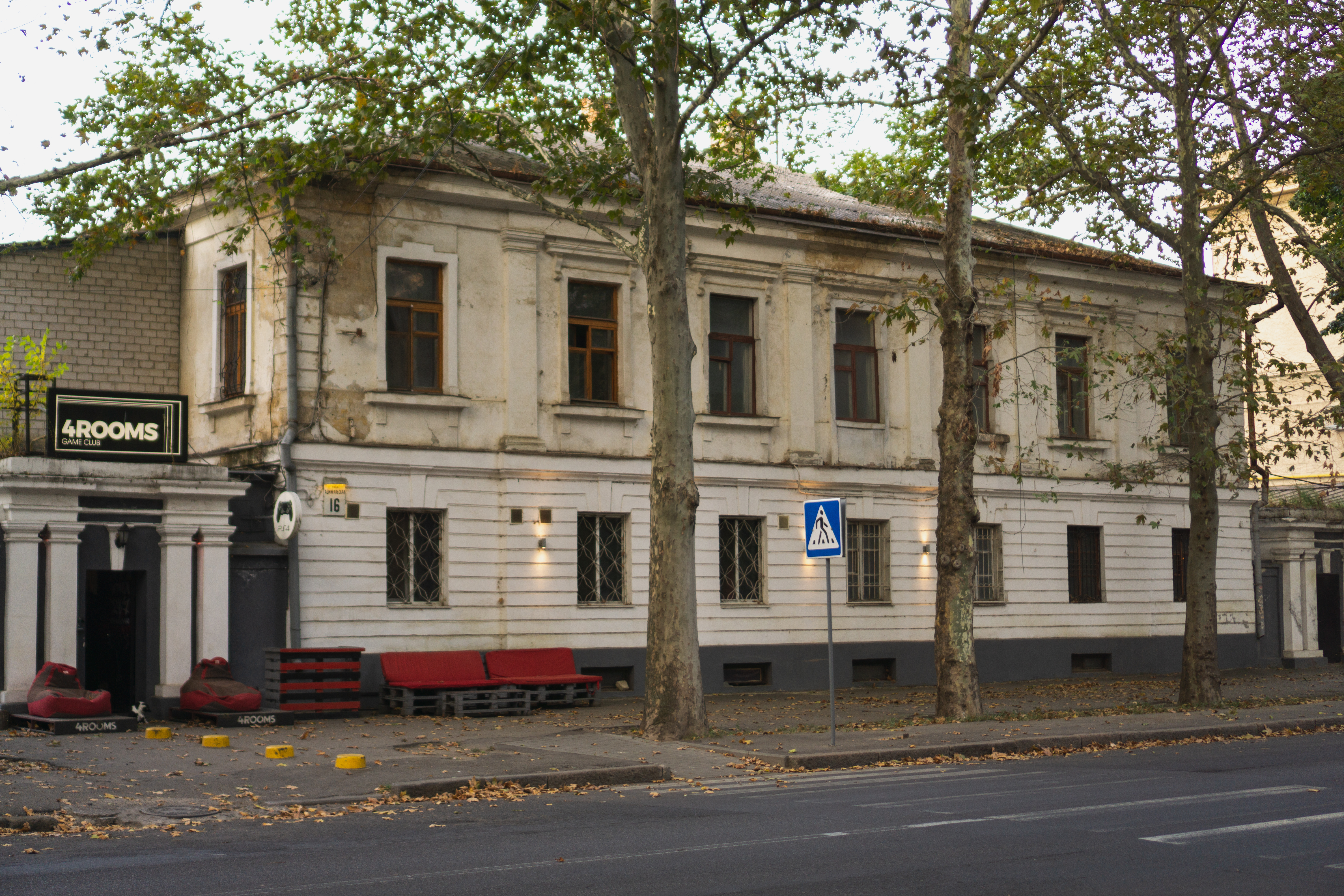
Здание Гидрографического депо в Николаеве, ныне Адмиральская улица, 16, где библиотека была в 1855—1890 годах

Будущий герой первой обороны Севастополя, П. С. Нахимов, внес свой вклад в процветание Севастопольской офицерской библиотеки. Ещё будучи командиром «Силистрии», он входил в состав комитета директоров Морской библиотеки и занимает должность старшего директора вплоть до своей гибели. Именно в это время Морская библиотека стала «средоточением жизни всех офицеров Севастополя», — писал журнал «Морской сборник» в 1853 году, — «своеобразной кают-компанией, куда офицеры приходили, повинуясь духовному и нравственному долгу». П. С. Нахимов активно участвовал в создании устава библиотеки, входил в комиссию по восстановлению здания библиотеки после пожара 1844 года, прилал усилия для сбора средств и организации строительства нового здания, занимался комплектованием книжного фонда, под его руководством книжный фонд увеличился с 6 500 до 16 000 томов.

### После обороны Севастополя в Николаеве

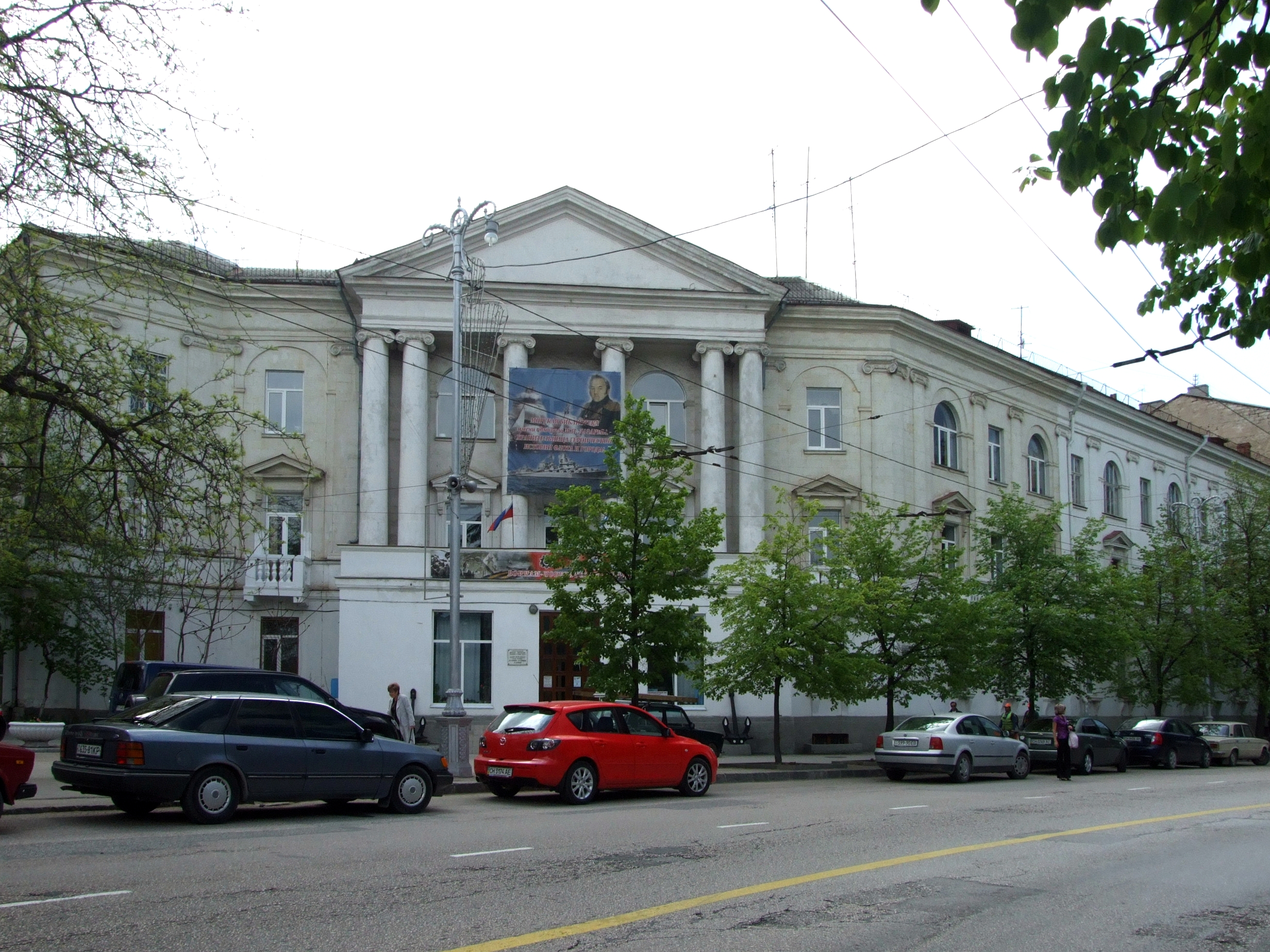
Четвёртое здание библиотеки, постройки 1952 года. Севастополь, проспект Нахимова, 7

В дни первой обороны Севастополя здание библиотеки пострадало от бомбардировок и было сожжено 28 августа 1855 года, когда неприятель вошел в город. До настоящего времени сохранилась только Башня ветров.  Объект культурного наследия народов РФ регионального значения. Рег. № 921711029020005 (ЕГРОКН). Объект № 9230191000 (БД Викигида)  Памятник культурного наследия Украины национального значения. Охр. № 1241 Книги в августе 1855 года заведующему, генерал-майору З. А. Аркасу, удалось эвакуировать в Николаев, где они находились до 1890 года в здании Гидрографического депо на Адмиральской улице. С 1856 по 1867 год в Севастополе в здании бывшего Девичьего училища работало отделение Морской библиотеки.

### Возвращение в Севастополь
В 1888—1890 годах на Екатерининской улице было построено новое третье здание Морской библиотеки. Строил здание инженер-полковник Н. А. Еремеев, производителем работ был инженер-капитан И. В. Полисадов, подрядчиком — купец А. А. Максимов. Здание было двухэтажное. Вход оформлен двумя колоннами. На втором этаже над входом был балкон. Центральная часть второго этажа была украшена колоннадой из 6 колонн. Оконные проемы прямоугольные с фигурными карнизами. Над карнизом здания — аттик (высокий парапет) с барельефом, изображающим картины из истории русского флота от Петра I до Крымской войны. Библиотека находилась рядом с Морским собранием и соединялась с ним крытой галереей. Интерьер библиотеки украшали застекленные красного дерева шкафы, с инкрустацией, изготовленные ещё по заказу адмирала М. П. Лазарева. Заполняли их, в основном, книги из его библиотеки. С течением времени количество книг значительно увеличилось, шкафов стало недостаточно. Впоследствии книги размещались на обыкновенных деревянных некрашеных полках.
В 1897 году книжный фонд библиотеки составлял 50 тысяч томов, в 1903 году — 70 тысяч, в 1914 году — до 100 тысяч томов. По количеству книг это была третья библиотека в России. Пользоваться книгами могли морские офицеры за определённую плату, а также представители привилегированных сословий по рекомендации морских офицеров. 8 сентября 1901 года её посетил граф Л. Н. Толстой.

### В годы Советской власти
Книжное собрание библиотеки было спасено и в годы Второй обороны Севастополя — его эвакуировали в Поти. Третье здание было разрушено во время Великой Отечественной войны. Сейчас на этом месте сквер, примыкающий к Мемориалу героической обороны Севастополя 1941—1942 годов. В 1952 году по проекту архитектора Полякова было построено новое четвёртое здание в классическом стиле, которое находится напротив театра  Объект культурного наследия народов РФ регионального значения. Рег. № 921711029410005 (ЕГРОКН). Объект № 9230191000 (БД Викигида).

### В настоящее время
В 1997 году библиотеке присвоено имя адмирала М. П. Лазарева. На 1 июля 2021 года общий фонд Морской библиотеки составлял 265224 единиц. Редкий и коллекционный фонд, насчитывал более 32.000 экземпляров. Действует абонемент, читальный зал, отделы комплектования, библиографический, редких фондов, книгохранения, компьтерный зал. Директор Морской библиотеки — Краснолицкий Николай Иванович.

## Награды
- Медаль «За освобождение Крыма и Севастополя» (17 марта 2014 года) — за вклад в дело по возвращению Крыма в Россию[9]